# M/S Silja Symphony
El M/S Silja Symphony fue un crucero-ferry construido en 1991, y que pertenece a la compañía naviera estonia Tallink.
Originalmente propiedad de la naviera finlandesa Silja Line, inició su servicio en la ruta Helsinki-Estocolmo, después de su entrega el 30 de mayo de 2006. Para mantener las ventas libres de impuestos en los barcos de dicha ruta después de que la Unión Europea cambiara la legislación sobre libertad de impuestos, fue añadida a la ruta una parada en la ciudad de Mariehamn, en el archipiélago de Åland, en 1999. A comienzos de 2006, justo antes de su venta a Tallink, se le hicieron grandes modificaciones y a su gemelo M/S Silja Serenade en la ciudad de Naantali.